# Clupeonella abrau abrau
Clupeonella abrau abrau és una subespècie de peix pertanyent a la família dels clupeids. La reproducció té lloc entre el maig i l'octubre, i els ous són pelàgics. Menja crustacis, tot i que els joves es nodreixen de copèpodes, ous de rotífers i plantes).
És depredat per la perca americana (Micropterus salmoides). És un peix d'aigua dolça, pelàgic, no migratori i de clima temperat (5 °C-28 °C; 43°N-37°N). Es troba al llac Abrau (Rússia). La seua esperança de vida és de 2 anys. És inofensiu per als humans.

## Morfologia
- Pot arribar a fer 9,5 cm de llargària màxima.
- 3 espines i 13-21 radis tous a l'aleta dorsal i 3 espines i 12-23 radis tous a l'anal.
- Cos moderadament esvelt.[5][14]